# Пом Клементьєв
Пом Клементьєв (англ. Pom Klementieff; нар. 3 травня 1986, Квебек, Канада) — французька актриса. Навчалася у Паризькій драматичній школі Cours Florent і з'явилася в таких фільмах, як «Вовк» (2009), «Безсонна ніч» (2011) «hacker's Game» (2015). Найбільш відома як виконавиця ролі Мантіс у фільмах кінематографічного всесвіту Marvel «Вартові Галактики. Частина 2» (2017), Месники: Війна нескінченності (2018) та Месники: Завершення (2019).

## Ранні роки
Пом Клементьєв народилася 3 травня 1986 року в місті Квебек, у матері-кореянки й французько-російського батька, який там працював консулом при уряді Франції. Її дідусем був художник Євген Олексійович Клементьєв (1901, Санкт-Петербург – бл. 1985, Франція), з першої російської еміграції. У неї був один старший брат. Її батьки вибрали ім'я «Пом», тому що ім'я схоже за вимовою двох корейських слів «весна» (봄) і «тигр» (범). Клементьєв жила в Канаді всього рік, її сім'я багато разів подорожувала через роботу батька, і вона жила в Японії й в Кот-д'Івуарі, перш ніж оселитися у Франції. Пізніше Клементьєв сказала, що подорожі в ранньому віці дали їй «циганську душу».
Батько Клементьєв помер від раку, коли їй було п'ять років, а її мати страждала від шизофренії й не могла доглядати за дітьми, тому Клементьєв виховували її дядько і тітка. Її дядько помер, коли їй було 18 років, і її брат покінчив з життям самогубством у свій 25-ий день народження. Клементьєв відвідувала юридичну школу після смерті дядька, щоб заспокоїти її тітку, але не знайшла привабливу кар'єру. Вона також працювала офіціанткою і продавчинею у Франції. Вона почала виступати в 19 років у театральній школі Cours Florent в Парижі. За кілька місяців до одержання освіти вона виграла театральне змагання, яке подарувало їй безплатні уроки протягом двох років з кращими вчителями школи.

## Кар'єра
Першою професійною акторською роботою Клементьєв був французький незалежний фільм «Життя після нього» (2007), де вона виконала роль пасербиці головної героїні, яку зіграла Катрін Деньов. Зйомки її сцен зайняли три дні. Під час однієї зі сцен, Клементьєв повинна була зіштовхнути когось вниз по сходах, але випадково впала сама, і режисер Гаель Морель залишив саме цей дубль у фінальній версії фільму. Її першою головною роллю став фільм «Loup» (2009). Під час зйомок Клементьєв залишилася в таборі, де температура впала набагато нижче нуля. Під час зйомок вона дружила з кочівниками, які там жили, працювали з цими вовками, їздили на оленях і плавали з конем в озері.
Клементьєв дебютувала в Голлівуді і займала найвище положення на сьогоднішній день у фільмі режисера Спайка Лі «Олдбой» (2013), який є рімейком однойменного південнокорейського фільму. Вона виконувала роль Хенг-Бока, охоронця антагоніста, якого грав Шарлто Коплі. Прихильниця оригінального фільму, Клементьєв почула про ролі через Роя Чі, продюсер ремейка, і брала уроки боксу після вивчення ролі, пов'язаної з бойовими мистецтвами. Після демонстрації її боксерських навичок під час прослуховування Чи попросив її повернутися додому і повернутися в жіночому одязі і макіяжі, як її персонаж у фільмі. Клементьєв придумала ім'я Хенг-Пліч, після того, як попросив її досліджувати можливі імена для персонажа.
Клементьєв переїхала в Лос-Анджелес після того, як фільм «Олдбой» був знятий і почала проводити більше голлівудських прослуховувань. Вона продовжувала захоплюватися тхеквондо після фільму, і мала фіолетовий пояс з літа 2014 року. Наступною її роллю став фільм «hacker's Game» (2015), в якому вона грає хакера порівняно з Лісбет Саландер з роману «Дівчина з татуюванням дракона». Клементьєв знову використала свої навички боксу у фільмі, і через низький бюджет фільму вона повинна була зробити свій власний макіяж і вибрала свій власний гардероб. Це була її ідея пофарбувати волосся у фіолетовий колір для ролі, на яку режисери спочатку заперечили, але пізніше погодилися. Вона приєдналася до кінематографічного всесвіту Marvel в ролі Мантіс у фільмі «Вартові Галактики. Частина 2» і в тій же ролі в картині «Месники: Війна нескінченності».
Клементьєва отримала світове визнання, коли приєдналася до кіновсесвіту Marvel в ролі Богомола, з'явившись у фільмах «Вартові галактики 2» (2017), "Месники: Війна нескінченності (2018) та Месники: Ендшпіль (2019). 2019 року вона з'явилася в епізоді науково-фантастичного антологічного серіалу Netflix «Чорне дзеркало», трилері «Неограновані дорогоцінні камені», а також озвучила анімаційний надприродний комедійний фільм «Сімейка Адамсів». У 2020 році вона отримала повторну роль Мартел у науково-фантастичному серіалі «Західний світ» на каналі HBO. У 2023 році вона повторила свою роль Богомола у «Вартових Галактики 3» і з'явилася в ролі загадкової найманої вбивці Періс у "Місія: Місія нездійсненна — Мертва відплата частина перша. Вона повернеться до своєї ролі у майбутньому сиквелі фільму, «Місія нездійсненна: Місія нездійсненна: Смертельна розплата частина друга» у 2024 році.

## Фільмографія
| Рік  |    | Українська назва                        | Оригінальна назва                           | Роль                                                           |
| ---- | -- | --------------------------------------- | ------------------------------------------- | -------------------------------------------------------------- |
| 2007 | ф  |                                         | Après lui                                   | Емілі                                                          |
| 2008 | ф  |                                         | Sans arme, ni haine, ni violence            | NHI                                                            |
| 2009 | ф  |                                         | Loup                                        | Нестезія                                                       |
| 2009 | с  |                                         | Pigalle, la nuit                            | Сандра (8 серій)                                               |
| 2011 | ф  |                                         | Une pure affaire                            | Наомі                                                          |
| 2011 | ф  | Ніжність                                | Delicacy                                    | офіціантка                                                     |
| 2011 | ф  |                                         | Nuit blanche                                | Люсі                                                           |
| 2011 | ф  | Кохання живе три роки                   | L'amour dure trois ans                      | Джулія                                                         |
| 2011 | ф  |                                         | Silhouettes                                 | Валері                                                         |
| 2012 | ф  |                                         | Radiostars                                  | доставщик піци                                                 |
| 2012 | ф  | Переполох на районі                     | Les Kaïra                                   | Тіа                                                            |
| 2013 | ф  |                                         | Paris à tout prix                           | Джесс                                                          |
| 2013 | ф  | Олдбой                                  | Oldboy                                      | тілоохоронець                                                  |
| 2015 | ф  |                                         | Hacker's Game                               | Луїза                                                          |
| 2017 | ф  | Новизна                                 | Newness                                     | Бетані                                                         |
| 2017 | ф  | Інгрід їде на Захід                     | Ingrid Goes West                            | Гарлі Чанг                                                     |
| 2017 | ф  | Вартові галактики 2                     | Guardians of the Galaxy Vol. 2              | Богомолиця                                                     |
| 2018 | ф  | Месники: Війна нескінченності           | Avengers: Infinity War                      | Богомолиця                                                     |
| 2018 | кф |                                         | Time of Day                                 | у ролі самої себе                                              |
| 2019 | ф  | Месники: Завершення                     | The Avengers: Endgame                       | Богомолиця                                                     |
| 2019 | с  | Чорне дзеркало                          | Black Mirror                                | Роксетта (Епізод: "Striking Vipers")                           |
| 2019 | ф  | Неграновані коштовності                 | Uncut Gems                                  | Лексус                                                         |
| 2019 | мф | Родина Адамсів                          | The Addams Family                           | Лейла та Кайла (голос)                                         |
| 2020 | с  | Край «Дикий Захід»                      | Westworld                                   | Мартел (3 серії)                                               |
| 2021 | кф |                                         | Save Ralph                                  | Ральф (голос)                                                  |
| 2021 | ф  | Громові сили                            | Thunder Force                               | Лазер                                                          |
| 2021 | ф  | Загін самогубців: Місія навиліт         | The Suicide Squad                           | камео                                                          |
| 2022 | ф  | Тор: Кохання та грім                    | Thor: Love and Thunder                      | Богомолиця                                                     |
| 2022 | тф | Вартові галактики: Святковий спецвипуск | The Guardians of the Galaxy Holiday Special | Богомолиця                                                     |
| 2023 | ф  | Вартові галактики 3                     | Guardians of the Galaxy Vol. 3              | Богомолиця                                                     |
| 2023 | ф  | Місія нездійсненна 7                    | Mission: Impossible 7                       | Періс                                                          |
| 2023 | с  | Marvel Studios: Загальний збір          | Marvel Studios: Assembled                   | себе (Епізод: "The Making of Guardians of the Galaxy Vol. 3 ") |
| 2024 | ф  | Гра кіллера                             | The Killer's Game                           | Маріанна Антуанетта                                            |
| 2025 | ф  | Місія нездійсненна 8                    | Mission: Impossible 8                       | Періс                                                          |
| 2025 | ф  | Супермен                                | Superman                                    | «П'ять» (голос)                                                |